# 서브스트링

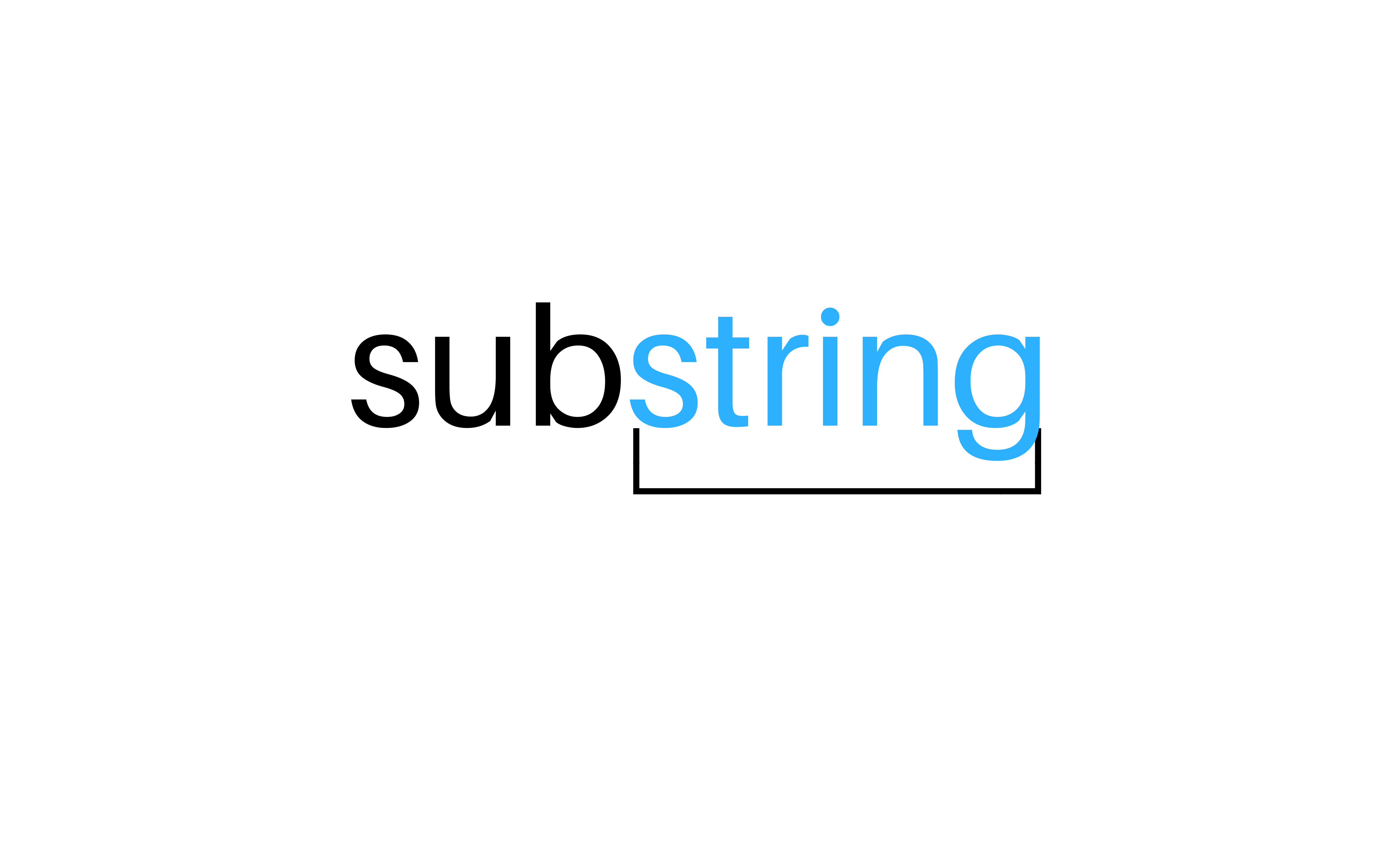
"string"은 "substring"의 서브스트링이다.

서브스트링(substring), 부분열 또는 부분 문자열, 하위 문자열은 형식 언어 이론과 컴퓨터 과학에서 문자열 내의 연속된 문자 (컴퓨팅) 시퀀스이다. 예를 들어, "the best of"는 "It was the best of times"의 하위 문자열이다. 대조적으로, "Itwastimes"는 "It was the best of times"의 하위 시퀀스이지만 서브스트링은 아니다.
접두사와 접미사는 부분 문자열의 특별한 경우이다. 문자열의 접두사 𝑆는 다음의 하위 문자열이다. 문자열 𝑆의 접두사는 𝑆의 시작 부분에 나타나는 𝑆의 하위 문자열이다. 마찬가지로 문자열 𝑆의 접미사는 𝑆의 끝에 나타나는 부분 문자열이다.
문자열 "apple"의 하위 문자열은 "a", "ap", "app", "appl", "apple", "p", "pp", "ppl", "pple", "pl", "ple", "l", "le" "e", ""(끝 부분의 빈 문자열에 유의할 것)이다.